# Gai Aureli Escaure
Gai Aureli Escaure (en llatí Caius Aurelius Scaurus) va ser un magistrat romà. Formava part de la gens Aurèlia, i era de la família dels Escaure.
Va ser pretor l'any 186 aC i va obtenir com a província l'illa de Sardenya.